# Крог, Николаи Йохан Лохманн
Николаи Йохан Лохманн Крог (норв. Nicolai Johan Lohmann Krog; 6 июля, 1787, Дрангедал — 15 октября 1856, Христиания) — норвежский государственный и политический деятель, глава правительства Норвегии (27 августа 1840−5 мая 1841), член Временного правительства в Стокгольме
(11 октября 1852 — 12 апреля 1853), военный министр, министр аудита Норвегии.

## Биография
Сын ректора. Получил военное образование в Норвежском сухопутном кадетском корпусе в Христиании (ныне Осло). В 1807-1808 годах служил в береговой разведке Исландии, прежде чем вернуться в полк старшим лейтенантом. В 1809-1810 годах преподавал математику в Сухопутном кадетском корпусе, в 1811-1814 годах был военным асессором. 
Стал капитаном и адъютантом генерального штаба в 1814 году, в том же году - майор, адъютант датского принца Кристиана Фредерика. В 1815 году получил чин майора. С июля 1816 года — руководитель Королевской норвежской военной академии. В 1817 году получил звание подполковника. Полковник с 1820 года. В 1821 году направлен в Стокгольм и назначен исполняющим обязанности министра. Сопутствовал наследному принцу Оскару в его европейском турне в поисках невесты.
Попеременно возглавлял министерство армии, военно-морское министерство и министерство аудита.
В 1821—1855 годах — государственный министр, в 1840—1841 годах занимал пост первого государственного министра (Премьер-министра) Норвегии.
По заявлению Крог был уволен с поста министра 5 января 1855 года после более чем 33 лет непрерывной службы. Ни один другой норвежец не имел такой продолжительной непрерывной службы в правительстве.
Похоронен на кладбище Христа в Христиании.